# Китайско-люксембургские отношения
Китайско-люксембургские отношения — дипломатические отношения между Китайской народной республикой и Люксембургом. Официально установлены 16 ноября в 1972 года после официального прекращение Люксембургом признание Тайваня и начала признание КНР.

## История отношений
Люксембург установил официальные дипломатические отношения с нанкинским правительством Китайской Республики в 1949 году. После поражения Китайской Республики в Гражданской войне в Китае и изгнание их правительство на остров Тайвань, Люксембург как и другие страны НАТО признавало правительство Тайваня и поддерживало хорошие отношения.
В ноябре 1972 года правительство Люксембурга переключило признание с Тайваня на КНР. Взаимные визиты начались в 1980-х годах.
В 1989 году Люксембург последовав примеру членов Европейского союза ввел санкции в отношении Китая. Отношения постепенно восстановились и улучшаются с 1991 года.

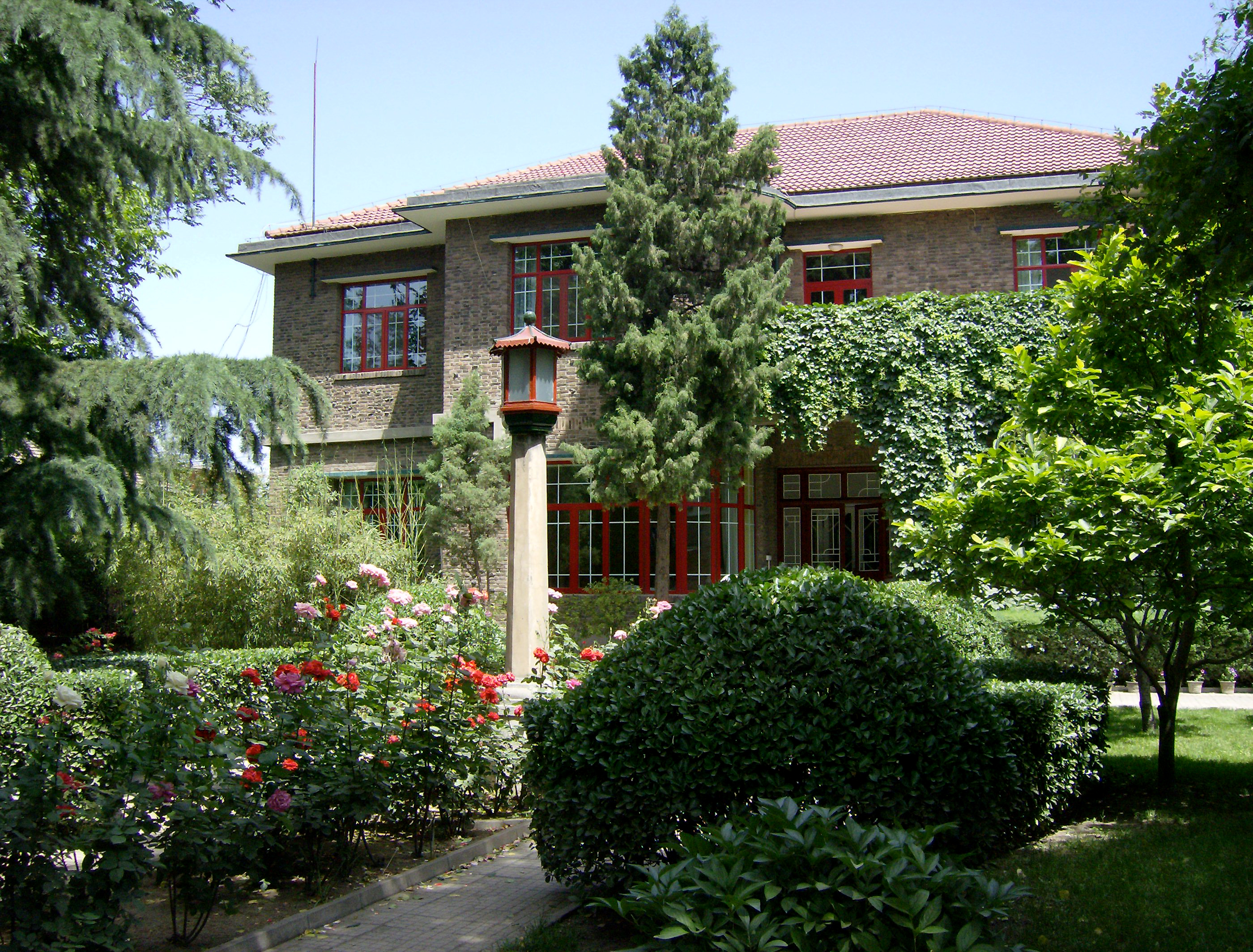
Посольство Люксембурга в Пекине.

В июне 2020 года правительство Люксембурга наряду со странами ЕС выразила протест против Закона о защите национальной безопасности в Гонконге.

## Торговля
По оценке МИДа Китая объем торговли между двумя странами в 2002 году составил 101 млн долларов.
Люксембург экспортировал в Китай материалы из стали и электрические приборы. Китайский экспорт в Люксембург включает текстиль, одежду и игрушки.
Китайско-люксембургские торговые отношения также сосредоточены на снижении торговых барьеров для инвестиций. В марте 2019 года Люксембург подписал соглашение с Китаем о сотрудничестве в рамках инициативы «Один пояс и один путь», что делает его одной из немногих стран Европы, которые подписали это соглашение.

## Примечание
1. 1 2 3 4  中华人民共和国外交部. www.mfa.gov.cn. Дата обращения: 5 февраля 2022. Архивировано 4 февраля 2022 года.
2. ↑  Ли Кэцян провел переговоры с премьер-министром Люксембурга К. Беттелем. Рамблер/новости. Дата обращения: 5 февраля 2022. Архивировано 5 февраля 2022 года.
3. 1 2  К истории формирования отношений кнр-ес. cyberleninka.ru. Дата обращения: 29 июня 2022.
4. ↑  Fast moves imply coming crackdown in Hong Kong // Emerald Expert Briefings. — 2020-07-08. — ISSN 2633-304X. — doi:10.1108/oxan-es253793.
5. ↑  Kim Moesgaard Iburg, Lene Mikkelsen, Tim Adair, Alan D. Lopez. Are cause of death data fit for purpose? evidence from 20 countries at different levels of socio-economic development // PLOS ONE. — 2020-08-24. — Т. 15, вып. 8. — С. e0237539. — ISSN 1932-6203. — doi:10.1371/journal.pone.0237539.